# 루시퍼

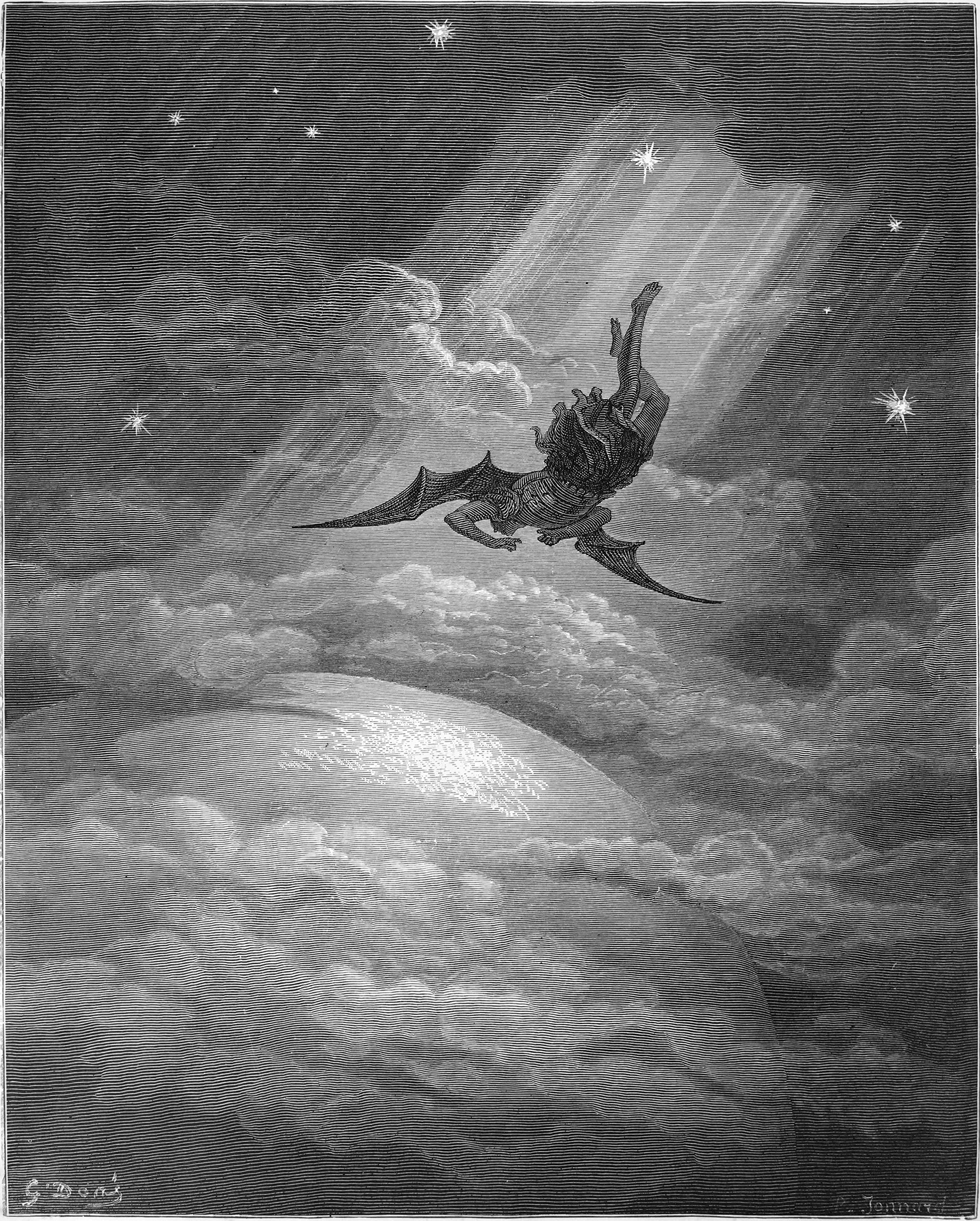
《루키페르의 추락》 — 귀스타프 도레.

루시퍼(영어: Lucifer, 라틴어: Lucifer 루치페르[*], 히브리어: הֵילֵל 헬렐)는 성경에 나오는 단어로 보통은 타락천사를 가리킨다. 히브리어 성경(타나크) 이사야 14장 12절에 '헬렐'이 나오는데 이를 영어성경은 '루시퍼'로 번역했고 한글성경은 '계명성'으로 번역했다. 계명성, 아침별, 새벽별, 샛별, 금성 모두 동의어다. 원래 샛별은 예수 그리스도를 상징하는 단어였는데 하느님 보좌의 근위병이어서 예수 그리스도의 상징을 사용할 수 있었던 루시퍼 천사가 교만해지자 창조주가 계급장을 박탈하고 천국에서 추방한 뒤 더는 루시퍼 이름을 사용할 수 없게 되었다. 루시퍼는 라틴어 루치페르의 영어식 이름이다.

## 어원
루키페르는 ‘빛을 가져온 자’(lux, lucis “빛” + -ferre “띠는”, “가져 오는”)라는 말의 라틴어로서, 기독교 이전부터 샛별(빛나는 별)을 지칭하는 데 사용했었다. 라틴어 불가타 성경에는 샛별과 관련하여 두 번 언급하고 있다: 첫째는 베드로의 둘째 편지 1장 19절의 그리스어 “Φωσφόρος”를 글자 그대로 뜻인 “빛을 가져오는 자”와 정확히 같은 뜻인 라틴어 “루키페르”로 번역한 것이며, 둘째는 이사야서 14장 12절의 “הילל(헤렐)”을 또한 “샛별(루키페르)”로 번역한 것이다. 이 “샛별”은 본래 바빌로니아의 왕을 가리키던 것으로서 예언적 시각에서 그의 몰락을 설명한 것이었다. 따라서 원래는 사탄이나 타락천사 전설과는 전혀 관계가 없었다. 그러나 이 단어는 나중에 악마에게 적용되어 점차 사탄의 이름으로 사용되기 시작했으며, 단테의 신곡과 존 밀턴의 실낙원 같은 책을 통해 대중화되었고, 이러한 영향으로 16세기말~17세기 초에 가톨릭과 개신교에서 각각 영어로 번역한 두에-랭스 성경과 킹제임스 성경이 히브리어 "헤렐"을 샛별에 해당하는 'morning star'로 번역하지 않고 라틴어 'lucifer'를 고유명사처럼 기록하는 바람에 결정적으로 루시퍼가 악마의 이름인 것처럼 오해받게 되었다.

## 베드로의 샛별
베드로의 둘째 편지 1장 19절 "여러분의 마음속에서 날이 밝아 오고 샛별(라틴어 루키페르)이 떠오를 때까지" 의 영향으로 인해 초대교회의 그리스도인들은 루키페르라는 단어를 빛나는 새벽별과 같은 그리스도의 영광을 묘사하는데에 적용하여 예수 그리스도의 라틴어 별칭으로 사용하였다. 그러한 예로 초대교회의 찬송가 "새벽의 노래", 와 사르데냐의 주교 성 루키페르의 이름을 들 수 있다.

## 이사야서의 샛별
이사야서에는 다음과 같은 구절이 있다.
주님께서 너의 괴로움과 불안에서, 너에게 지워진 심한 노역에서 너를 풀어 주시는 날에, 너는 바빌론 임금에 대하여 이러한 조롱의 노래를 지어 부를 것이다. 어찌하다 압제자가 종말을 고하고 억압이 끝나게 되었는가? … 어찌하다 하늘에서 떨어졌느냐? 빛나는 별, 여명의 아들인 네가! 민족들을 쳐부수던 네가 땅으로 내동댕이쳐지다니. 너는 네 마음속으로 생각했었지. ‘나는 하늘로 오르리라. 하느님의 별들 위로 나의 왕좌를 세우고 북녘 끝 신들의 모임이 있는 산 위에 좌정하리라. 나는 구름 꼭대기로 올라가서 지극히 높으신 분과 같아져야지.’ 그런데 너는 저승으로, 구렁의 맨 밑바닥으로 떨어졌구나. 너를 보는 자마다 너를 자세히 들여다보고 눈여겨 살펴보면서 말하리라. “이자는 세상을 뒤흔들고 나라들을 떨게 하던 자가 아닌가? 땅을 사막처럼 만들고 성읍들을 파괴하며 포로들을 고향으로 보내 주지 않던 자가 아닌가?”
이 구절은 본래 “바빌론의 왕”을 묘사한 것으로서, 그는 전능해 보이는 “남자”이지만 결국 비천해질 것이라는 점에 주목한 것이었다. 이사야는 이스라엘 사람들이 자유를 되찾을 것이라면서 그들 압제자에 반대하여 조롱하는 노래에서 샛별(금성)의 이미지를 사용하였다. 즉, 태양이 밝게 빛나기 직전에 잠깐 비치다가 사라지는 샛별처럼 바빌론 왕도 그렇게 사라질 것이라는 의미의 예언이었던 것이다. 위 구절에서 “샛별, 여명의 아들”을 뜻하는 옛 히브리어 “הילל בן־שׁחר”(hélél ben-šachar)을 한국어 번역 성경에서는 “빛나는 별, 여명의 아들”혹은 "샛별, 계명성" 등으로 번역하였다.

## 사탄으로서의 루키페르

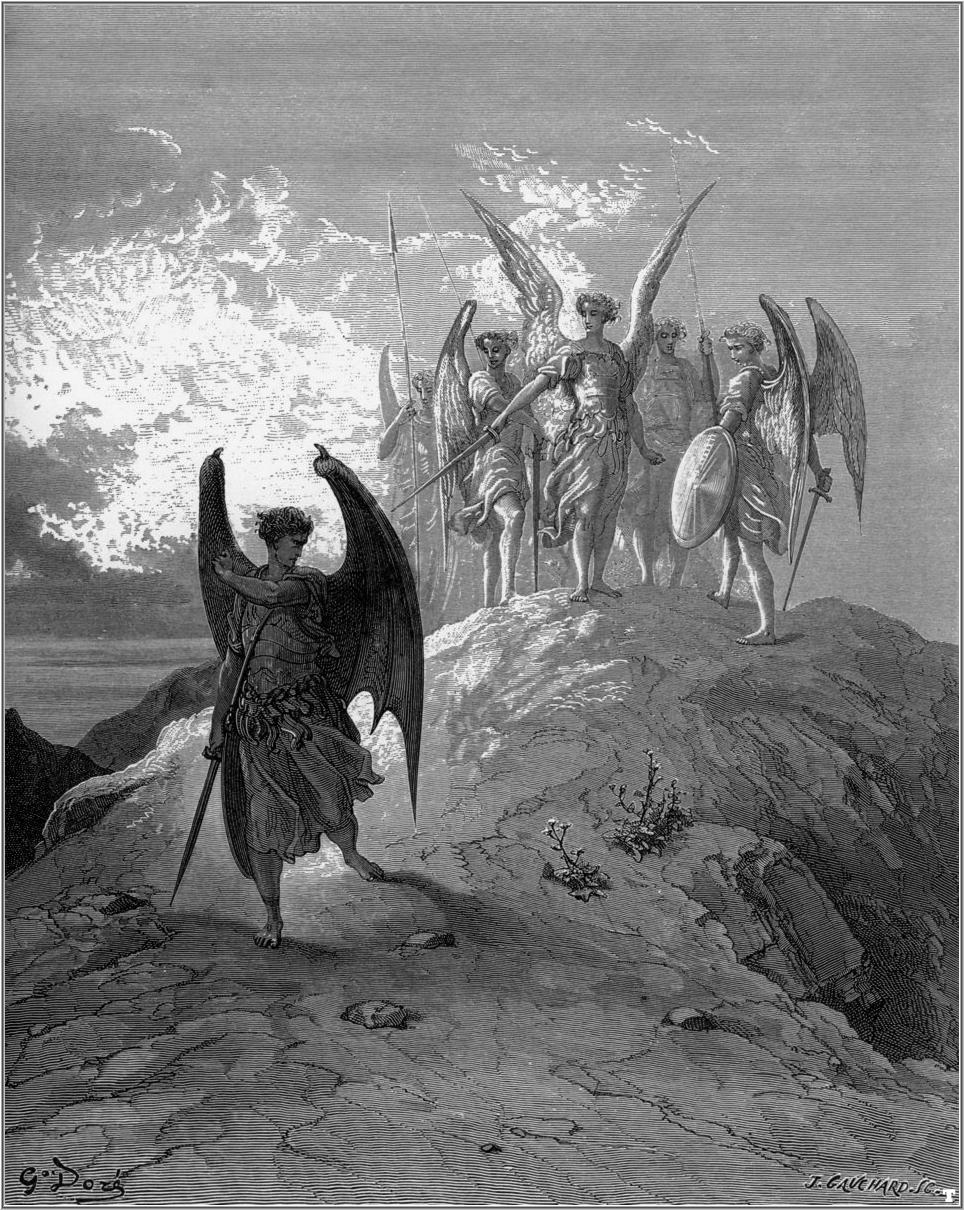
하늘에서 쫓겨난 루키페르, 밀튼의 실락원, 귀스타프 도레.

실제 성경 원문에는 "루키페르" 또는 "루시퍼"라는 이름이 등장하지 않는다. 타락한 천사에 관한 이야기는 유대교의 전설에서 처음으로 확인할 수 있는데, 유대교 백과사전에는 아담과 하와의 생애와 에녹서에 나오는 사타나일을 예로 들면서 사탄은 타락한 천사라고 설명하였다. 본래 그는 대천사 가운데 하나였지만 자신의 강력한 힘에 취해 자신의 왕좌를 땅 위의 구름보다 더 높이 올리고자 했기 때문에 부하들과 같이 하늘에서 내던져졌다고 한다. 이후 그는 무저갱 위에 끊임없이 바람을 가르며 날고 있다고 한다.
성경과는 무관하게 일반적으로 알려진 전설에 따르면, 루키페르는 원래 하느님의 오른쪽에 앉도록 허락받은, 가장 신뢰받는 천사장(天使長)이었다고 한다. 이름처럼 찬란하게 빛나는 그는 주위의 다른 천사들을 압도하는 아름다움과 용기 그리고 기품으로 가득 찬 천사였다. 그런데 하느님의 은총을 한몸에 받으며 모든 천사를 통솔하던 루키페르의 마음에서 자신을 위대하다고 생각하면서 어느새 하느님을 대신하여 자신이 옥좌에 앉을 생각을 품었던 것이다. 하지만, 이런 마음이 하느님의 분노를 사서 그는 하늘에서 추방당하게 되었다. 즉 타락천사가 되었던 것이다. 죄명은 ‘교만’이었다. 일설에 따르면 이때 추방된 것은 루키페르만이 아니라 그를 따르는 반역천사 군대도 함께였다고 한다. 루키페르는 이들 타락천사 군단의 원조를 얻어 하느님과 대등한 자리에 오르고자 기도했던 것이다. 그 수가 모든 천사의 3분의 1에 이른다는 이야기도 있다 그 후 하느님에게 복수하고자 그는 자유자재로 변신할 수 있는 능력을 이용해 뱀으로 변신하고 아담과 하와로 하여금 금지한 나무의 과실을 따 먹게 하는 데 성공하여 타락이라는 죄에 빠뜨렸다. 이로 말미암아 원죄라는 것이 생겨났다. 그리고 아담과 하와는 하느님의 명령에 따라 에덴 동산에서 쫓겨났고 엄격한 생활을 강요받게 되었다. 게다가 루키페르는 사람들 옆에 있으면서 끊임없이 사람들을 괴롭히며 죄를 범하게 하고 유혹을 멈추지 않는다. 즉, 악의 최초 원인이며 동시에 모든 죄의 원인이다. 또 개인에게 절망을 주고 나라를 전쟁으로 몰아가기도 한다. 루키페르는 이런 한 가지 한 가지 악덕마다 각각의 악마들을 배당해서 조장시킨다.
참고로, 미국에서 창시된 사탄교에서는 사탄과 루시퍼를 다른 존재로 묘사하며, 사탄의 부하인 루시퍼는 본래 천사 루시엘이 타락하여 악마 루시퍼가 되었다고 설명한다. 그러나 이러한 주장은 성경은 물론 유대교의 전승에서도 기원을 찾기 어렵다.

## 문학
중세 최대의 시인으로 알려진 단테의 대표작 신곡에는 하늘에서 추방되어 지상에 떨어지는 루키페르에 관한 내용이 있다. 그에 따르면, 루키페르가 하늘에서 낙하한 것은 예루살렘의 정반대 쪽인 남반구였다고 한다. 루키페르가 지상에 접근함에 따라 육지는 공포와 혐오 때문에 몸을 수축하고 충돌을 피하고자 북반구 쪽으로 물러났다. 그리하여 남반구에 육지가 없어지고 온통 물만 남게 되었다.
또 루키페르가 지상에 충돌하는 순간 심한 충격으로 거대한 균열이 생겼으며, 루키페르는 죄의 무게 때문에 지구 중심까지 빠져 들어갔다. 그곳은 얼음으로 뒤덮인 불모의 땅이었는데, 루키페르가 그 얼음 속에 갇힘으로써 지옥이라는 장소가 생겨났다. 그리고 루키페르의 격돌에 의해 거대한 구멍이 팼기 때문에 지표에 내던져진 흙이 연옥의 산이 되었다고 단테는 설명한다.
지구의 중심에 갇힌 루키페르는 그 지점에서도 강력한 영향력을 사람에게 미치고 있다. 죄를 향한 유혹은 중력과도 비슷한 작용을 가지며, 사람들을 자신도 모르는 새 점차 지옥으로 끌고 들어간다. 중세의 민간전승에 따르면 하늘에서 운석이 떨어지는 것도 루키페르의 힘이 작용했기 때문이라고 한다.
또한, 신곡에는 표범과 사자 그리고 이리의 모습을 이용해 루키페르의 성격을 상징적으로 나타낸 구절이 있다. 단테는 이들 세 종류의 맹수에 관해 고대로부터 사람들이 품어왔던 이미지를 응축하여 루키페르에게 결부시켰다. 즉, 표범은 ‘하느님과 사람의 적’이며, 사자는 ‘무덤의 파수꾼’이면서 자기 새끼조차 탐식하는 잔인한 성격이다. 또 이리는 야행성으로 사람을 저승에 보내는 역할을 하며, 때로는 위험하게 쓰이는 지식을 보유하고 있다. 이들은 모든 동물을 누를 만큼의 잔인함과 흉포함으로 사람들을 공포에 빠뜨리면서, 한편으론 민첩함과 위엄, 고고함과 범하기 어려운 신성한 이미지를 갖고 있다. 게다가 모두 영웅의 출현으로 퇴치된다는 공통점도 갖고 있다.
단테는 이런 이미지야말로 루키페르를 표현하는 데 어울린다고 생각했을 것이다. 게다가 이들 동물의 머리글자가 모두 루키페르(Lucifer)와 같은 L인 것(Leopard, Lion, Lupus)은 기묘한 일치가 아닐 수 없다.

## 같이 보기
- 루시퍼 이펙트 (필립 짐바르도)
- 악마
- 사탄
- 기독교
- 하늘의 전쟁